# Evelio Rosero
Evelio José Rosero Diago (* 20. März 1958 in Bogotá) ist ein kolumbianischer Schriftsteller und Journalist.

## Leben
Den größten Teil seiner Kindheit verbrachte Rosero in der Andenstadt Cali. Als Jugendlicher kam er nach Bogotá zurück. Er studierte Kommunikation und Journalismus an der Universidad Externado de Colombia. Seine ersten Erzählungen veröffentlichte er in El Tiempo und in der Sonntagsbeilage von El Espectador. Mit 21 Jahren erhielt er seinen ersten Literaturpreis, den Premio Nacional de Cuento Gobernación del Quindío. Drei Jahre später erhielt er den mexikanischen Netzahualcóyotl-Preis für eine Kurzgeschichte. Er reiste dann nach Europa und lebte zeitweise im Quasi-Exil in Paris und Barcelona.
In den 1980er Jahren erschien seine erste Romantrilogie, 2003 sein bisheriges Hauptwerk: Los soldados. Seither ging ein wahrer Regen von Auszeichnungen auf ihn nieder. 2006 war er der erste Preisträger des spanischen Premio Tusquets de Novela.

## Werke
Rosero ist ein vielseitiger Schriftsteller, er hat Romane, Erzählungen, Kinderbücher, Gedichte, Theaterstücke, Essays und Zeitungsartikel verfasst. Seine wichtigsten Werke sind seine Romane. Er betätigt sich darin als Mythenstümer und konfrontiert die nationale Überlieferung mit der Realität der Gewalt. Dabei scheut er auch vor der Dekomposition und Entmystifizierung der Figur des Nationalhelden Simón Bolívars nicht zurück (La carroza de Bolívar, 2012). Das Spiel mit Zeiten und Räumen ist bedeutsam für sein Werk. In deutscher Sprache erschien 2012 der Roman „Gute Dienste“, in dem die Scheinheiligkeit der Katholischen Kirche entlarvt wird.
Zu seinen Werken zählen bisher 13 Romane:
- El eterno monólogo de Llo (Romangedicht, 1981)
- Mateo solo (1984)
- Juliana los mira (Barcelona 1987)
  - Deutsch: Indiskrete Blicke. Übersetzt von Carina von Enzenberg. List, München 1993, ISBN 3-471-78550-7.
- El incendiado (1988)
- Papá es santo y sabio (Kurzroman, 1989)
- Señor que no conoce la luna (1992)
- Las muertes de fiesta (1995)
- Plutón (2000)
- Los almuerzos (2001)
  - Deutsch: Gute Dienste. Übersetzt von Matthias Strobel. Berlin-Verlag, Berlin 2012, ISBN 978-3-8270-1042-1.
- En el lejero (2003)
- Los ejércitos (Premio Tusquets, Barcelona 2006)
  - Deutsch: Zwischen den Fronten. Übersetzt von Matthias Strobel. Berlin-Verlag, Berlin 2008, ISBN 978-3-8270-0765-0.
- La carroza de Bolívar (Barcelona 2012)
- Plegaria por un papa envenenado (Barcelona 2014)
- Toño Cirue (Barcelona 2017)
- Casa de furia (Bogotá 2021)

Erzählungen:
- Cuento para matar a un perro (y otros cuentos) (1989)
- 34 cuentos cortos y un gatopájaro (2013)
- Cuentos Completos (Barcelona 2019)

Gedichtband:
- Las lunas de Chía (2004)

## Auszeichnungen (Auswahl)
- Premio iberoamericano de libro de cuentos Netzahualcóyotl 1982 (Mexiko)
- Premio internacional de novela breve La Marcelina 1982
- Kolumbianischer Nationalpreis für Literatur in der Kategorie Erzählungen für Kinder 1992 und 2006 und in der Kategorie Romane 2014
- Premio Tusquets 2006 (Spanien)